# سیارک ۲۳۲۷۹
سیارک ۲۳۲۷۹ (به انگلیسی: 23279 Chenhungjen، نامگذاری:2000YY115) بیست و سه هزار و دویست و هفتاد و نهمین سیارک کشف شده‌است که در ۳۰ دسامبر ۲۰۰۰ کشف شد.
قدر مطلق سیارک برابر ۱۱.۲ است.